# 赤飯
赤飯（日语：／ sekihan *），是一種日本傳統餐食，多使用紅豆混合米飯製成，11月23日為赤飯之日。

## 歷史
過去日本在繩文時代，由中國傳入的秈稻米品種，在煮熟之後會呈現紅色，因此赤飯原先是由此種米所調理出來的，現代因為日本多種植粳稻，因此赤飯代用為紅豆混合米飯製成。紅色在古代日本被認為具有淨化、驅除邪氣的能力，亦為日本神道教中專門供神的高級食品，因此赤飯在日本常做為年中一些特殊場合的慶祝餐食，例如：生日、婚禮、七五三等；而在某些值得慶祝，或是發生了什麼好事的日子裏也一樣合適品嘗紅豆飯。因為與這些慶祝有強烈的連結，因此當說「來吃紅豆飯吧」就意味著「來慶祝吧」。在日本古典《枕草子》已有提到紅豆粥，為赤飯的原型，並作祝儀式時的饮食。
通常赤飯會使用南天竹的葉子來裝飾，由於其日語發音有轉運之意，成為吉祥之物而被使用，在江户时代作者喜多村信節的《荻原隨筆》提到，江戶時代在京都一般民間喜事會用白飯，喪事會用赤飯。今日則是喜事時用赤飯，喪事時用白飯，也跟南天竹的葉子有逆轉之意有關。赤飯傳統上會與胡麻鹽（／ gomashio *，稍微灑綴用的烤芝麻與鹽）一同食用。
日本關東地方由於武家文化，赤飯使用不帶豆莢的豇豆來替代紅豆。因为在烹飪過程中紅豆較易煮破，會讓人聯想起“切腹”，這被江戶時代的武士們看作是一種壞兆頭，因此轉而使用不易煮破的豇豆，而這一風俗也就逐漸地在江戶附近的地區流傳開來。在千葉縣部分地區，會使用花生或栗子加入紅豆或豇豆與米一同烹調，煮出來的飯亦是紅色。

## 爭議
赤飯作為日本軍及日本自衛隊野戰口糧已行之有年，通常以罐頭的形式做包裝，而且使用的米是澱粉質較多的糯米以補充更多體力。在帝國軍時期，赤飯只有在新年等節日或有官兵生日的時候才能吃到，在自衛隊時期已經成爲常見的野戰口糧，為「戰鬥糧食I型」系列的餐單之中。但是，在2011年東北大地震發生的時候，自衛隊在向災民派發的賑災食品之中混有赤飯罐頭，令災民認爲在困難時期或有家人及親友死傷的情況下吃這些節慶食物對災民們很失禮，因此惹起的災民的不滿而向自衛隊作出投訴，自此之後，陸上自衛隊和航空自衛隊決定終止赤飯罐頭的供應。